# گمیز
 واژه‌ای پهلوی به معنای گوامیزه اوستایی و گئوش میسمن است که در زبان کردی هم گمیز (گمێز) گفته می‌شود.
بسیاری از ملل، ادرار را که دارای محتوای آمونیاک است، به عنوان ضدعفونی‌کننده به کار برده‌اند و وندیداد بیان می‌کند که کاربرد ادرار بدین منظور باید از ادرار «گوساله کوچک یا گوساله بزرگ باشد،» یعنی هر دام اهلی شده. یک متن فارسی میانه به‌طور مشخص گاو، گوسفند، گاومیش، اسب یا شتر را یاد می‌کند.
حفظ پاکی وظیفه‌ای دینی برای زرتشتیان است؛ و مقررات آن در وندیداد ارائه شده‌اند، با اشاره به ویشتاسپ یشت در خصوص استفاده از گاومزه، گوش ماییسمان، به منظور زدودن آلودگی به ویژه پس از تماس با یک جسد. در آنچه به نظر بازماندهٔ متنی باستانی به نظر می‌رسد، حاملان جنازه لازم است پس از برداشتن سه گام از جایی که جسد را بر زمین گذاشته‌اند مو و بدنشان را با ماییسا «ادرار» پاک کنند. در جای دیگر رسم پاک کردن برشنم تجویز شده، که در آن پس از کاربرد مکرر گاوماییزه خاک پاک باید بر بدن مالیده شود و صبر شود تا خشک شود سپس با آب شستشوی نهایی صورت گیرد. بخشی از این به منظور حفظ خلوص آب است که بنا بر متنی پهلوی گمیز خادم آن است. شستشوی سه وجهی برای پاکیزگی البسه و لوازم خوردن فلزی توصیه شده‌است.
تنها یک بار در ارتباط با برشنم ذکر شده که مؤمن باید از یک گاو نر استفاده کند؛ ظاهراً بدین علت که یک موجود نر «پاک‌تر» پنداشته می‌شد. قاعدگی زن دومین منشأ اصلی آلودگی پنداشته می‌شد، و زن پس از آن - پیش از شستشو با آب - (به‌طور ضمنی بیان شده) باید همیشه از گاومیزه استفاده کند. اگر جریان خون به‌طور غیرطبیعی پس از نه روز ادامه یابد، او باید دو بار از گاومیزه استفاده کند. نوشیدن گاومیزه فقط پس از مردن جنین در رحم امر شده‌است، زن حامل جسد باید مخلوطی از گاومیزه و خاکستر چوب را برای پاک کردن «دخمهٔ» درون خود ببلعد.
استفاده از گمیز متعاقباً بسیار گسترش یافت. مدارکی مبنی بر آن ابتدا در دوره ساسانیان خصوصاً در متن پهلوی شایست نشایست ذکر شده‌است. گمیز نه تنها برای جلوگیری از همهٔ انواع آلودگی که واقعاً وجود آن گمان می‌شد بلکه علیه موارد خیالی نیز به کار می‌رفت؛ بنابراین کاربرد آن به‌طور منظم برای هر کسی لازم بود تا ناخالصی‌های شب دیوناک را بزداید. همچنین گاهی برای دور نگه داشتن دیوان به کار می‌رفت. مواردی که برشنم لازم بود به شدت افزایش یافت، و نسخهٔ خفیف‌تری از آن، سیشوی، با استفاده از گمیز ایجاد شد. همچنین گمیز گرفته شده از گاوهای نر صرفاً برای افزودن کارایی اش تخصیص می‌یافت و مقادیر کوچک آن به همراه جرعه‌ای خاکستر از آتشی مقدس در یک رسم برای خالص‌سازی درونی پیش از برشنم و نیز پیش از آغاز کردن ایمان و ازدواج نوشیده می‌شد. این گمیز تقدیس شده (یشته) به نام رسمی که به وسیلهٔ آن برکت می‌گیرد، نیرنگ دین خوانده می‌شود ولی اغلب الفاظ گمیز و نیرنگ به جای هم به کار می‌روند. پارسیان به‌طور تاریخی گمیز را تارو می‌خواندند، که منشأ آن مورد مناقشه است؛ در حالی که زرتشتیان ایرانی آن را پاجو می‌خواندند. اصلاحگرایان استفاده از آن را رد می‌کنند، در حالی که سنت‌گرایان استفاده از آن را کم کرده‌اند ولی استفاده از آن یا نیرنگ را متوقف نکرده‌اند.
در تجارب السرف آمده‌است که «حجاج بن یوسف سقفی والی عراق دستور داده بود که طعام زندانیان سرگین آمیخته با گمیز خر باشد»